# Ammotrechelis goetschi
Genre
Synonymes
- Amacata Muma, 1971

Espèce
Synonymes
- Amacata penai Muma, 1971

Ammotrechelis goetschi, unique représentant du genre Ammotrechelis, est une espèce de solifuges de la famille des Daesiidae.

## Distribution
Cette espèce est endémique du Chili. Elle se rencontre dans les régions de Coquimbo, d'Atacama et d'Antofagasta.

## Description
La femelle holotype mesure 15 mm.
Les mâles mesurent de 16 à 22 mm et les femelles jusqu'à 28 mm.

## Publication originale
- Roewer, 1934 : Solifuga, Palpigrada. Dr. H.G. Bronn's Klassen und Ordnungen des Thier-Reichs, wissenschaftlich dargestellt in Wort und Bild. Akademische Verlagsgesellschaft M. B. H., Leipzig. Fünfter Band: Arthropoda; IV. Abeitlung: Arachnoidea und kleinere ihnen nahegestellte Arthropodengruppen, vol. 4, p. 481–723 (texte intégral).